# キルステン・クラーク
キルスティン・リー・クラーク （1977年4月23日-）は、 アメリカ合衆国の元ワールドカップ アルペンスキーレーサーである。 メイン州ポートランドで生まれ、彼女は1995年11月にワールドカップデビューを果たし、 2007年シーズンにて国際大会を引退した。 
クラークは、3大会連続でアメリカ代表として冬季オリンピック に出場（ 1998年 、 2002年 、 2006年 ）、また、世界選手権には6大会にアメリカ代表として出場し、 2003年アルペンスキー世界選手権のスーパーGでは銀メダルを獲得した。 ワールドカップでは2001年にダウンヒルで1勝を挙げている。